# Lydspor
Et lydspor er en optagelse af lyd, der bruges i forskellige sammenhænge såsom film, tv-serier, teaterforestillinger, videospil eller musikproduktioner. Lydsporet kan indeholde forskellige elementer som dialog, musik, lydeffekter og stemmeoptagelser.
I film og tv-serier bruges lydsporet til at forbedre oplevelsen og skabe stemning. Det kan omfatte baggrundsmusik, lydeffekter som f.eks. eksplosioner eller fuglesang samt dialog mellem skuespillere.
I musikproduktioner er lydsporet selve optagelsen af musikken. Det kan indeholde instrumenter, vokaler og eventuelle lydeffekter, der bruges til at skabe den ønskede lyd.